# HD 2280
HD2280 є хімічно пекулярною зорею спектрального класу A2 й має видиму зоряну величину в смузі V приблизно  9.0.
.